# Hipertrofia muscular

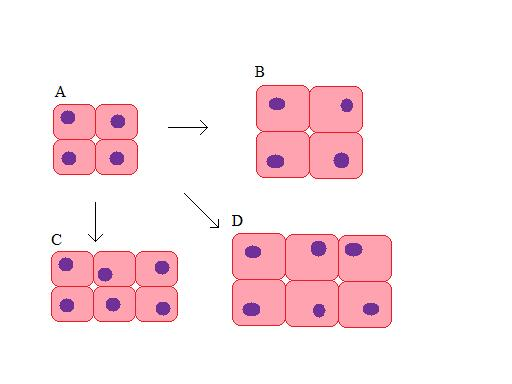
Células de tamaño normal (A), hipertrofia (B), hiperplasia (C) y combinación de ambos (D).

La hipertrofia muscular es el nombre científico dado al fenómeno de crecimiento en el tamaño de las células musculares, lo cual supone un aumento de tamaño de las fibras musculares y por lo tanto del músculo. Técnicamente es el crecimiento de las células musculares sin que exista una división celular, el músculo sometido a este cambio ofrece por igual una mejor respuesta a la carga.
Este fenómeno se  encuentra en los músculos de aquellos atletas que practican deportes anaeróbicos en los que repiten sucesivamente un mismo ejercicio, como son por ejemplo: el culturismo, la halterofilia y el fitness. La hipertrofia muscular se ha observado igualmente en animales.
No debe confundirse la hipertrofia muscular con la hiperplasia en el que existe además «reproducción» celular mediante división.
La hipertrofia se puede conseguir o aumentar con ejercicios compuestos de fuerza, cargando el mayor peso o usando el mayor esfuerzo posible durante 5 a 30 repeticiones en series cercanas al fallo, esto hará que las fibras musculares se rompan pero con una buena alimentación, buen descanso de 2 a 3 minutos entre series y durmiendo de 8 a 10 horas lograrás la reparación de las fibras musculares lo que hará que tu músculo crezca y se haga más fuerte, para evitar lesiones se recomienda acudir con un entrenador, informarse sobre los mejores ejercicios y su técnica correcta.

## Beneficios de la hipertrofia muscular
Contar con una musculatura desarrollada aumenta la capacidad de afrontar con éxito desafíos físicos tanto en el ejercicio como en la vida cotidiana. Entre los principales beneficios de la hipertrofia muscular se destacan:
- Incremento de la fuerza: la hipertrofia permite un crecimiento muscular que se traduce en un aumento de la fuerza física. Esto no solo facilita el levantamiento de pesos mayores y la realización de ejercicios intensos, sino que también mejora la funcionalidad en actividades diarias, desde cargar objetos hasta subir escaleras con facilidad.
- Mejora del rendimiento físico: un mayor volumen y calidad muscular favorecen la resistencia y la potencia, contribuyendo a un rendimiento superior en deportes y actividades físicas. La hipertrofia permite una mayor eficiencia en el uso de la energía, lo cual se traduce en mejores resultados en el entrenamiento de resistencia, velocidad y explosividad.
- Prevención de lesiones: desarrollar una musculatura fuerte ayuda a estabilizar y proteger las articulaciones y tendones, disminuyendo las probabilidades de sufrir lesiones. Este refuerzo muscular es crucial para reducir el riesgo de distensiones, desgarros o sobrecargas que pueden ocurrir durante la actividad física intensa o en movimientos inesperados.

En resumen, la hipertrofia no solo es clave para optimizar el rendimiento deportivo y físico, sino que también mejora la salud general al crear un cuerpo más fuerte y preparado para soportar exigencias. 

## Características fisiológicas

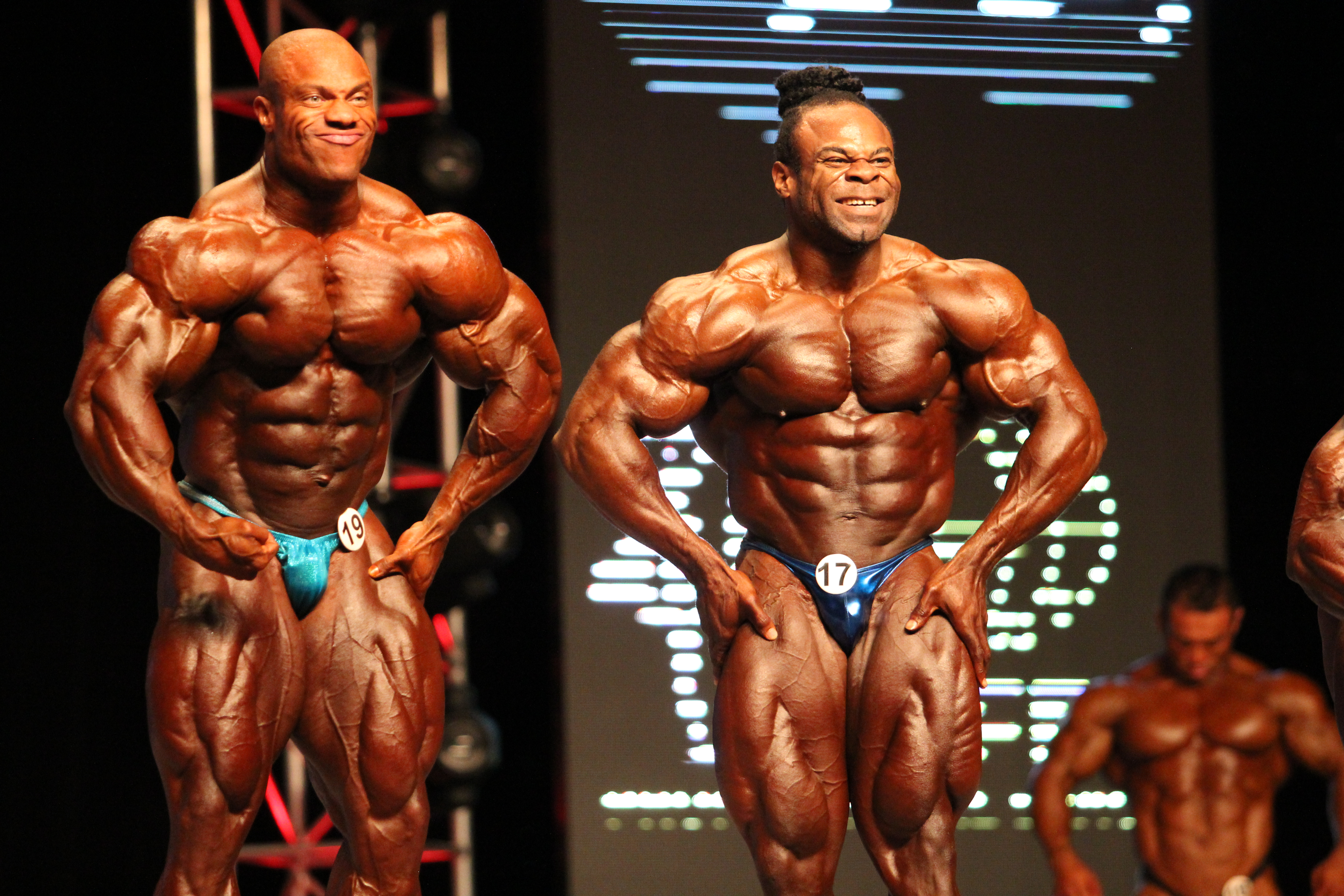
La hipertrofia muscular es uno de los objetivos del culturismo.

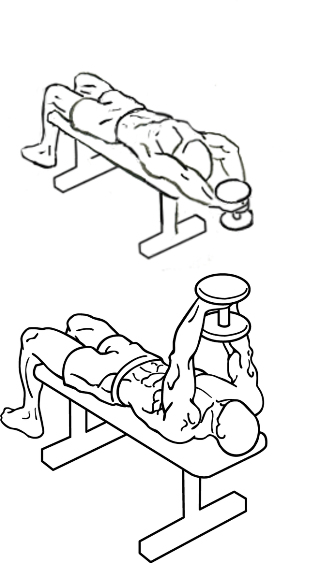
Los atletas usan una combinación de entrenamiento de fuerza, dieta y suplementos nutricionales para inducir la hipertrofia muscular.

El aumento de tamaño de la sección transversal de las fibras musculares, lo que se traduce en un aumento del volumen muscular, se ha explicado con un aumento de la concentración de proteínas contráctiles como la actina y miosina junto con la aparición de sarcómeros. Estos fenómenos se traducen en un aumento neto del volumen muscular afectado tras el entrenamiento de resistencia. No todos los músculos crecen de igual forma, depende fundamentalmente de su tipo (en lo que se refiere a sus propiedades contráctiles). Se ha demostrado la existencia de hipertrofia en las fibras musculares tanto en las de tipo I como en las de tipo II. Sin embargo, la mayoría de los estudios han mostrado un efecto más acusado de hipertrofia en las fibras musculares de tipo II más que en las de tipo I tanto en animales como en humanos. Este tipo de evolución hipertrófica de los músculos se puede alterar mediante un adecuado régimen de entrenamiento. La aparición de proteínas contráctiles en el músculo se puede ver como una mejora de las prestaciones del mismo, proporcionando más fuerza pero no más velocidad. Se puede ver que el ángulo de las fibras de los músculos penniformes (como el músculo vasto lateral) crece cuando éstos sufren de hipertrofia, lo que desfavorece al crecimiento de la fuerza. El crecimiento muscular debido a la hipertrofia parece tener un límite genético que depende de la persona. 
La hiperplasia a veces se confunde con la hipertrofia muscular, debido quizás a que se produce un aumento muscular (es decir el efecto es el mismo). Esta causa es la generación de nuevas fibras musculares. Estudios realizados muestran que el aumento de la musculatura de los atletas de culturismo se deben más a la hipertrofia que a la hiperplasia. Desde el punto de vista metabólico la hipertrofia se puede ver como una síntesis de proteínas, un cese de la degradación o una combinación de ambos procesos. Experimentos realizados con diferentes atletas han mostrado que la síntesis de proteínas crece a un ritmo de 112 %, 65 % y 34 % tras haber pasado 3 horas, 24 y 48 del ejercicio. Por el contrario en estas pruebas la rotura de enlaces peptídicos (oxidación de proteínas) creció solo a un ritmo de 31 %, 18 %, 1 %. El transporte de aminoácidos juega un papel muy importante en la síntesis de proteínas, algunos autores han podido comprobar que el transporte de aminoácidos se ve incrementado tres horas tras el ejercicio intenso,

## Tipos de hipertrofia muscular

### Hipertrofia muscular fisiológica
Es la resultante de entrenamiento y práctica deportiva en el culturismo y  deportes en los que se necesita desarrollo muscular. Posee como objetivo el crecimiento del músculo exclusivamente. El método consiste en el levantamiento de pesos focalizando en unos músculos como objetivo, en este caso se ensaya con un peso grande del que se sabe seguro solo se puede hacer un levantamiento hasta llegar a la completa fatiga muscular (se suele denominar 1RM, de una Repetición Máxima), luego se desciende el tamaño del peso hasta que se puedan hacer cuatro repeticiones (o denominado también 4R). Si se repite el entrenamiento 4R durante una temporada los músculos se acondicionan a trabajar a esta intensidad y pronto se pueden hacer repeticiones de 6 o de 8, si se incrementa el peso para que se vuelva a entrenar a 4R y se continúa haciendo esta operación, el músculo que trabaja empieza a hipertrofiarse. Este método de entrenamiento ha venido a denominarse en culturismo como: Entrenamiento hipertrófico específico (a veces como HST del inglés Hypertrophy Specific Training). Este tipo de entrenamiento debe estar vigilado por un entrenador deportivo ya que el esfuerzo que se realiza puede superar la resistencia de los tendones llevando a las consiguientes lesiones musculares. 
También es fisiológica la hipertrofia uterina durante el embarazo que junto con hiperplasia   son las causas del agrandamiento progresivo del órgano como ejemplo de adaptación celular.

### Hipertrofia muscular por uso de esteroides
Es la hipertrofia muscular causada por estímulo hormonal debido a la ingesta de anabolizantes lo que se considera como un dopaje, con el riesgo para el usuario de sufrir numerosos efectos secundarios como interferencia en el crecimiento y desarrollo genital si se consumen durante la adolescencia, masculinidad en mujeres, atrofia testicular en varones así como cambios en la libido y disminución de la capacidad reproductora, insuficiencia cardíaca e infartos de corazón, hipomanía (elevación patológica del estado de ánimo y la necesidad exagerada de estar activo) y tendencia a la agresividad, mayor riesgo de lesiones musculotendinosas y de cáncer del sistema reproductor, retención de líquidos e hipertensión arterial.

### Hipertrofia muscular patológica
Es la hipertrofia muscular que se produce como signo característico de enfermedades como la hipertrofia ventricular,  la estenosis hipertrófica del píloro, en el síndrome de Kocher y la miotonía congénita hipertrófica de Thomsen.